# Pentheochaetes melasma
Pentheochaetes melasma es una especie de escarabajo longicornio del género Pentheochaetes, tribu Acanthocinini, subfamilia Lamiinae. Fue descrita científicamente por Delfino en 1981.

## Descripción
Mide 6,8-8,4 milímetros de longitud.

## Distribución
Se distribuye por Brasil.